# Sivry-Ante
Sivry-Ante település Franciaországban, Marne megyében. Lakosainak száma 178 fő (2022. január 1.). Sivry-Ante Braux-Saint-Remy, Châtrices, Le Chemin, Dampierre-le-Château, Épense, Le Vieil-Dampierre és Villers-en-Argonne községekkel határos.

## Népesség
A település népessége az elmúlt években az alábbi módon változott:
| Lakosok száma | 205  | 176  | 177  | 183  | 182  | 180  | 182  | 179  | 178  | 178  |
|               | 1968 | 1982 | 1990 | 2006 | 2013 | 2015 | 2017 | 2019 | 2020 | 2022 |